# La Ceiba 2.ª Sección
La Ceiba 2.ª Sección es una localidad del municipio de Huimanguillo ubicado en la subregión de la Chontalpa del estado mexicano de Tabasco.

## Geografía
La localidad de La Ceiba 2.ª Sección se sitúa en las coordenadas geográficas 18°03′22″N 93°58′38″O / 18.056111, -93.977222, a una elevación de 2 metros sobre el nivel del mar.

## Demografía
Según el Conteo de Población y Vivienda 2020, efectuado por el Instituto Nacional de Estadística y Geografía, la localidad de La Ceiba 2.ª Sección tiene 353 habitantes, de los cuales 174 son del sexo masculino y 179 del sexo femenino. Su tasa de fecundidad es de 2.96 hijos por mujer y tiene 107 viviendas particulares habitadas.
| Gráfica de evolución demográfica de La Ceiba 2.ª Sección entre 1990 y 2020 |
|                                                                            |
| INEGI.                                                                     |